# Port lotniczy Svolvær
Port lotniczy Svolvær – krajowy port lotniczy położony w Helle. Jest jednym z największych portów lotniczych w północnej Norwegii.

## Linie lotnicze i połączenia
| Linia lotnicza | Kierunek                                     |
| -------------- | -------------------------------------------- |
| Widerøe        | 1. Bodø 2. Røst Sezonowo: 1. Oslo-Gardermoen |